# أبابيتالون
أبابيتالون (رموز التطوير RVX 208 و RVX-208 و RVX000222) هو جزيء صغير متاح شفهيًا تم إنشاؤه بواسطة شركة ريسفرلوجيكس التي قامت بتقييمها في التجارب السريرية لعلاج تصلب الشرايين وأمراض القلب والأوعية الدموية المرتبطة به.
في المرحلة الثانية من التجارب السريرية تم التأكيد على أن المرضى الذين يعانون من مرض الشريان التاجي الوعائي قد انخفضت مستويات كوليسترول البروتين الدهني عالي الكثافة (HDL-C)، كما لم يُظهر الأبابيتالون زيادة أكبر في مستويات الكوليسترول HDL (HDL-c) أو البروتين الشحمي AI (ApoA-I) أو الانحدار التدريجي لتصلب الشرايين عن إعطاء الدواء الوهمي ، مع التسبب في حدوث زيادة ذات دلالة إحصائية في حدوث ارتفاع في إنزيمات الكبد.
ومع ذلك ، أظهر التحليل المجمع لتأثير أبابيتالون في ثلاث تجارب سريرية من المرحلة الثانية أن الزيادات في مستويات الكوليسترول HDL (HDL-c) والبروتين الشحمي AI (ApoA-I) أكيدة ومطمئنة ومستدامة، وكذلك فإن حدوث الأحداث القلبية العكسية الرئيسية(MACE) قد انخفضت.
وكان الحد من (MACE) أكثر تأثيراً في مرضى السكري. وفي دراسة قصيرة المدى في مرضى ما قبل السكري، لوحظت تغيرات إيجابية في استقلاب الجلوكوز في المرضى الذين يتلقون أبابيتالون.
بدأت تجربة دولية في عدد من المراكز للمرحلة الثالثة على «تأثير RVX000222 في الوقت المناسب لأحداث القلب والأوعية الدموية العكسية الرئيسية في مرضى السكري من النوع 2 عالي الخطورة مع مرض الشريان التاجي» (BETonMACE) وقد بدأت في أكتوبر 2015م، وقد تم تصميم هذه التجربة لتحديد ما إذا كان الأبابيتالون بالاشتراك مع الستاتينات يمكن أن يقلل من الأحداث القلبية مقارنةً بالعلاج بالستاتين وحده.

## آلية العمل
الأهداف الجزيئية للأبابتالون هي بروتينات البرومودومين وبروتينات المجال الطرفي الإضافي (BET)، وعلى وجه الخصوص عائلة BET الترتيب BRD4. تتفاعل بروتينات (BET) والتي تحتوي على نوعين من البرومودومين، مع اللايسينات الأسيتيلية على الهستونات المرتبطة بالحمض النووي لتنظيم نسخ الجينات عبر آلية التخلق المتوالي، ويرتبط أبابيتالون بشكل انتقائي بالبرومودومين الثاني (BD2). عندما يرتبط الأبيتالون بـ BRD4 ، فإنه يؤثر على العمليات البيولوجية الرئيسية التي تساهم في الإصابة بأمراض القلب والأوعية الدموية مثل مستويات الكوليسترول والالتهابات.
يحفز الأبابيتالون التعبير الجيني ApoA-I وإنتاج البروتين. و ApoA-I هو المكون البروتيني الرئيسي للبروتين الدهني عالي الكثافة (HDL) ، والذي يمكنه نقل الكوليسترول من اللويحات المتصلبة في الشرايين إلى الكبد من أجل إخراجه عبر مسار نقل الكوليسترول العكسي (RCT). ويُعتقد أن هذه العملية تعمل على استقرار اللويحة لتجنب أحداث الشريان التاجي. أظهرت التجارب السريرية أن الأبيتالون يزيد من ApoA-I و HDL. علاوة على ذلك ، فإن مصل الأفراد الذين يتناولون الأبابيتالون قد زاد من قدرة تدفق الكوليسترول ، مما يشير إلى أن البروتين الدهني عالي الكثافة المتولد استجابةً لوظائف الأبابتالون في ضبطه.
يعد الالتهاب أيضًا مساهمًا رئيسيًا في تصلب الشرايين والأمراض القلبية الوعائية. ويعد كل من تأثير ApoA-I والتأثيرات المضادة للالتهابات من الخصائص الشائعة لمثبطات BET. في التجارب السريرية ، لوحظت تأثيرات أكثر إيجابية من عقار أبابيتالون على تطور مرض الشريان التاجي في المرضى الذين يعانون من مستويات مرتفعة من علامات الالتهاب.
وقد تم الإبلاغ عن أبابيتالون أيضًا لتقليل الالتهاب في نماذج ما قبل السريرية. وقد أظهرت الأبحاث اللاحقة أن الأبابتالون يستهدف عمليات متعددة تكمن وراء الأمراض القلبية الوعائية. قد يساهم التأثير على أي من هذه المسارات ، بشكل مستقل أو تراكمي ، في انخفاض معدل حدوث MACE الذي لوحظ في التجارب السريرية.

## علاقة دواء أبابيتالون بمرض كوفيد-19
طُرح دواء أبابيتالون (RVX-208) مرشح علاجي أول في فئته وهو عبارة عن جزيء صغير فوق الجيني، أو منظم للجينات، وهو مثبط BET انتقائي (مثبطات برومودومين وبروتينات المجال خارج النطاق)، يعمل على منع المرض عن طريق تنشيط الجينات أو تعطيلها من خلال تنظيم إفراز الجينيات. يسمح انتشار بروتينات BET في جسم الإنسان لدواء أبابيتالون، من خلال آلية عمله باستهداف العمليات البيولوجية المتعددة المسببة للأمراض في وقت واحد مع الحفاظ على وضع السلامة المطوب، مما يؤدي إلى طريقة جديدة لعلاج الأمراض المزمنة.